# Medimex
Medimex è il Salone dell'Innovazione Musicale e si tiene presso Fiera del Levante a Bari. È una fra le più importanti fiere italiane nel campo della musica e ospita centocinquanta stand dei rappresentanti dell'industria musicale. Le sue controparti italiane sono rappresentate dal FIM (acronimo di Fiera Internazionale della Musica) che si tiene a maggio alla Fiera di Genova e dal Music Italy Show che si tiene a giugno alla Fiera di Bologna. L'evento si articola in quattro sezioni principali: Medimex Expo, Medimex Live, Medimex Conference e Medimex Professional che consentono ai visitatori di partecipare alle performance di vari artisti italiani ed internazionali e scoprire in anteprima i più innovativi strumenti e tecnologie nell'ambito musicale.
Dal 2011 si tiene il Meeting delle etichette indipendenti (giunto alla sedicesima edizione) e la cerimonia per la consegna dei premi PIMI, mentre dal 2013 la manifestazione ospita la consegna del Premio Tenco.

## 2011: I edizione

### Miglior regia
- Verdena con Scegli me

### Miglior solista
- Paolo Benvegnù

### Miglior disco
- Massimo Volume

### Miglior video
- Marco Notari con Le stelle ci cambieranno pelle

## 2012: II edizione

### Meraviglioso Modugno
Meraviglioso Modugno è l'evento che apre il Medimex, si svolge al Teatro Petruzzelli di Bari e ne prendono parte importanti volti del mondo della musica che omaggiano Domenico Modugno. L'evento viene aperto da Noemi. Di seguito sono riportati gli artisti che ne hanno preso parte e i brani interpretati:
- Noemi - Nel blu dipinto di blu e Dio, come ti amo
- Negramaro - Meraviglioso
- Alessandro Mannarino - La donna riccia e Amara terra mia
- Brunori Sas e Dente - Vecchio Frac e Notte di luna calante
- Pacifico - Pasqualino Maraja e Na musica
- Ginevra Di Marco - Malarazza
- Erica Mou - La lontananza
- Mama Marjas - Resta cu 'mme
- Raiz e Radicanto - Io, mammeta e tu

### Miglior gruppo
- Afterhours

### Miglior solista
- Edda

### Miglior tour
- Il Teatro degli Orrori

### Miglior album
- Luca Sapio con Who Knows

### Miglior produttore
- Tommaso Colliva

### Premio Speciale PIMI
- Area

## 2013: III edizione

### Miglior album
- Ecco di Niccolò Fabi
- Guerra e pace di Fabri Fibra
- La teoria dei colori di Cesare Cremonini
- Pronto a correre di Marco Mengoni
- Sulla strada di Francesco De Gregori

### Miglior album emergente
- Il momento perfetto di Andrea Nardinocchi
- Mea culpa di Clementino
- Sig. Brainwash - L'arte di accontentare di Fedez
- Stecca di Moreno
- Poppins di Renzo Rubino

### Miglior tour
- Cesare Cremonini tour 2012 di Cesare Cremonini
- Essenziale tour di Marco Mengoni
- Live Kom '13 di Vasco Rossi
- Ricreazione tour di Malika Ayane
- Una storia semplice tour dei Negramaro

### Miglior tour emergente
- Brainwash tour di Fedez
- Chiara Galiazzo in tour di Chiara
- La felicità in tour di Simona Molinari
- Poppins tour di Renzo Rubino
- Siamo morti a vent'anni di Il Cile

### Miglior videoclip
- Alfonso Signorini (eroe nazionale) di Fedez
- L'essenziale (Marco Mengoni) di Marco Mengoni
- La nuova stella di Broadway di Cesare Cremonini
- Sotto casa di Max Gazzè

### Migliore album italiano all'estero
- Inno di Gianna Nannini
- La sesión cubana di Zucchero Fornaciari
- Noi di Eros Ramazzotti
- Passione di Andrea Bocelli
- Sun di Mario Biondi

### Miglior tour italiano all'estero
- La sesión cubana World Tour di Zucchero Fornaciari
- Happy Mistake Tour di Raphael Gualazzi
- Inno tour duemilatredici di Gianna Nannini
- Live al Royal Albert Hall di Luciano Ligabue
- Noi world tour di Eros Ramazzotti

### Miglior album estero
- Babel di Mumford & Sons
- Delta Machine dei Depeche Mode
- Random Access Memories dei Daft Punk
- The Next Day di David Bowie
- The 2nd Law dei Muse

## 2014: IV edizione

### Miglior album
- Logico di Cesare Cremonini

### Miglior tour
- Vasco Live Kom '014 di Vasco Rossi

### Miglior videoclip
- Non me lo posso permettere di Caparezza

### Miglior opera prima
- Manuale distruzione di Levante

### Artista rivelazione
- Rocco Hunt

### Deezer Band of The Year for Medimex
- Sinner